# Lopidea nicholella
Lopidea nicholella är en insektsart som beskrevs av Knight 1965. Lopidea nicholella ingår i släktet Lopidea och familjen ängsskinnbaggar. Inga underarter finns listade i Catalogue of Life.